# فرودگاه بین‌المللی روزتونا بیچ
فرودگاه بین‌المللی روزتونا بیچ (به انگلیسی: Daytona Beach International Airport) یک فرودگاه همگانی بهره‌برداری هوایی با کد یاتا DAB است که یک باند فرود آسفالت و بتن دارد و طول باند آن ۳۲۰۰ متر است. این فرودگاه در شهر دیتونا بیچ، فلوریدا کشور ایالات متحده آمریکا قرار دارد و در ارتفاع ۱۰ متری از سطح دریا واقع شده‌است.

## شرکت‌های هواپیمایی و مقصدهای پروازی

### مسافری
| شرکت‌های هواپیمایی    | مقصدهای پروازی          |
| -------------------- | ----------------------- |
| امریکن ایرلاینز      | فصلی: شارلوت داگلاس     |
| امریکن ایگل          | شارلوت داگلاس           |
| دلتا ایرلاینز        | هارتسفیلد-جکسون آتلانتا |
| جت‌بلو                | جان اف کندی             |
| Sun Country Airlines | چارتر: گلف پورت-بیلوکسی |

| Destinations map |
| --- |
| Daytona Beachشارلوت داگلاسهارتسفیلد-جکسون آتلانتاجان اف کندی All destinations from Daytona Beach International Airport (DAB). · |